# Protîven, Hust
Protîven (în ucraineană Противень) este un sat în comuna Nîjnii Bîstrîi din raionul Hust, regiunea Transcarpatia, Ucraina.

## Demografie
Componența lingvistică a localității Protîven
     Ucraineană (99,08%)
     Alte limbi (0,77%)
Conform recensământului din 2001, majoritatea populației localității Protîven era vorbitoare de ucraineană (99,08%), existând în minoritate și vorbitori de alte limbi.